# 達扎寺 (若爾蓋縣)
達扎寺（藏語：སྟག་ཚ་དགོན）位於四川省阿坝藏族羌族自治州若尔盖县达扎寺镇，建于康熙二年（公元1663年），由第一世达扎活佛曲吉·毛朗伦珠建立。属于藏传佛教格鲁派寺院。
2004年增補為第六批四川省文物保護單位。2013年3月5日列為第七批全國重點文物保護單位。文物遺址年代判定為清至民国。